# بی‌خانمانی در آمریکا
بی‌خانمانی در آمریکا (انگلیسی: Down and Out in America) فیلمی در ژانر مستند به کارگردانی لی گرانت است که در سال ۱۹۸۶ منتشر شد و با نشان دادن نمونه‌هایی از فقر در آمریکا، ریگانومیکس را به چالش می‌کشد و نقد می‌کند. این فیلم در سال ۱۹۸۶ به همراه فیلم آرتی شاو: زمان چیزی است که به‌دست آورده‌ای برنده جایزه اسکار بهترین فیلم مستند شده است.